# Далхаев, Вислан Сильмурзаевич
Вислан Сильмурзаевич Далхаев (18 апреля 1988 года, Борагангечув, Хасавюртовский район, Дагестанская АССР, РСФСР, СССР род. 18 апреля 1988, Борагангечув, Дагестанская АССР) — российский профессиональный боксёр, чемпион и призёр чемпионатов России.

## Биография
Чеченец. В 2009 году стал чемпионом России, в следующие два сезона дважды становился бронзовым призёром чемпионатов страны. В 2014 году перешёл в профессиональный бокс. Живёт и тренируется в Монреале (Канада). По состоянию на декабрь 2021 года провёл 13 боёв, из них выиграл 12 (из которых 3 — техническим нокаутом).

## Любительская карьера
- Чемпионат России по боксу 2009 года — ;
- Чемпионат России по боксу 2010 года — ;
- Чемпионат России по боксу 2011 года — ;

## Профессиональная карьера
| #  | Результат | Дата                  | Соперник                        | Место проведения          | Раунд | Время | Метод                |
| -- | --------- | --------------------- | ------------------------------- | ------------------------- | ----- | ----- | -------------------- |
| 13 | Победа    | 28 сентября 2019 года | Оскар Мата · Мексика            | Канада, Монреаль          | 6/6   |       | Единогласное решение |
| 12 | Победа    | 4 мая 2019 года       | Винсент Дженнингс · США         | США, Стоктон (Калифорния) | 6/6   |       | Единогласное решение |
| 11 | Победа    | 24 ноября 2018 года   | Эммануэль Вильямар · Мексика    | Канада, Монреаль          | 3/6   | 2:06  | Технический нокаут   |
| 10 | Поражение | 11 ноября 2017 года   | Фернандо Фуэнтес · США          | Канада, Монреаль          | 6/6   |       | Единогласное решение |
| 9  | Победа    | 23 декабря 2016 года  | Сальвадор Эрнандес · Мексика    | Канада, Гатино            | 8/8   |       | Единогласное решение |
| 8  | Победа    | 20 октября 2016 года  | Родриго Адриан Кампос · Мексика | Канада, Монреаль          | 8/8   |       | Единогласное решение |
| 7  | Победа    | 4 июня 2016 года      | Хавьер Франко · Мексика         | Канада, Монреаль          | 8/8   |       | Единогласное решение |
| 6  | Победа    | 17 марта 2016 года    | Хорхе Отокани Рейносо · Мексика | Канада, Монреаль          | 1/6   | 3:00  | Технический нокаут   |
| 5  | Победа    | 30 января 2016 года   | Алан Салазар · Мексика          | Канада, Монреаль          | 4/4   |       | Единогласное решение |
| 4  | Победа    | 28 ноября 2015 года   | Антонио Олгуин · Мексика        | Канада, Квебек            | 6/6   |       | Единогласное решение |
| 3  | Победа    | 15 августа 2015 года  | Сауль Техада · Испания          | Канада, Монреаль          | 5/6   | 0:55  | Технический нокаут   |
| 2  | Победа    | 4 апреля 2015 года    | Адель Хаджуис · Франция         | Канада, Квебек            | 4/4   |       | Единогласное решение |
| 1  | Победа    | 19 декабря 2014 года  | Чаба Тот · Венгрия              | Канада, Квебек            | 4/4   |       | Единогласное решение |